# Helmut-Rahn-Sportanlage
Die Helmut-Rahn-Sportanlage ist eine Sportanlage im westlichen Essener Stadtteil Frohnhausen.

## Charakter
Im Februar 2010 wurde die ehemals Bezirkssportanlage Raumerstraße genannte Einrichtung zu Ehren des einst hier beheimateten Fußballnationalspielers Helmut Rahn umbenannt.
Die Sportanlage, in der die Essener Sportvereine SC Phönix Essen, VfB Frohnhausen 1912 und SC Türkiyemspor Essen spielen, bietet ein Stadion mit Rasenplatz und Flutlicht für etwa 8000 Zuschauer, zwei Kunstrasenplätze mit Flutlicht, ein Kunstrasenkleinfeld, 3 Tennisplätze, zwei Sporthallen sowie ein Handball-Leistungszentrum. Ergänzt wird die Sportstätte durch die Rollsport-Arena des Vereins SHC Rockets Essen 1985.
Am 19. Februar 2020 beschloss der Rat der Stadt Essen, den vorhandenen Naturrasenplatz in einen Hybridrasen umzubauen sowie die Anlage einer neuen Kunststofflaufbahn. Dafür sind 1,08 Millionen Euro veranschlagt.
Im Oktober 2023 begann der Bau eines neuen zweigeschossigen Funktionsgebäudes mit Umkleidemöglichkeiten für Heim- und Gastmannschaften sowie entsprechenden Büro- und Aufenthaltsräumen. Dies trägt zur Umgestaltung der Helmut-Rahn-Sportanlage zwecks Verbesserung der Wettkampfverhältnisse für die Frauen-Bundesliga-Mannschaft der SGS Essen bei. Die Fertigstellung ist für Herbst 2024 geplant.